# ニューアイビーリア駅
ニューアイビーリア駅 （英語：New Iberia Station）はアメリカ合衆国ルイジアナ州ニューアイビーリア ウェスト・ワシントン・ストリート402にある駅。全米各地を結ぶ旅客鉄道のアムトラックが乗り入れている。

## 概要
ニューアイビーリア駅は、サザン・パシフィック鉄道の前身の一つテキサス・アンド・ニューオーリンズ鉄道により1900年に建設された赤レンガ造の駅である。また、1987年に設立されたルイジアナ・アンド・デルタ鉄道の本部として機能している。駅舎は19世紀の終わりに人気のあったロマネスク様式の特徴を示しており、国家歴史登録財に登録されている。
2013年後半、地元の歴史家シェーン.K.バーナード博士の努力によりプラットホームに新しいベンチ、ゴミ箱や鉢植えの植物が設置された。鉄道旅行者のため歓迎の意を表出するプロジェクトはBNSF鉄道財団から1,250ドルの助成金により賄われた。また、駅の所有者ルイジアナ・アンド・デルタ鉄道は、プラットフォームの照明を固定し、アムトラックは新しい看板を設置する計画である。

## 利用可能な鉄道路線／列車
アムトラックの停車する列車は下記の通り。
ニューオーリンズとロサンゼルス間の夜行長距離列車サンセット・リミテッド号 …ロサンゼルス方面 月・水・土、ニューオーリンズ方面 火・金・日出発
※ロサンゼルス行き列車はサンアントニオ駅でシカゴ発のテキサス・イーグル号と併結される。ニューオーリンズ行き列車はサンアントニオ駅までテキサス・イーグル号と併結され、サンアントニオ駅で切り離し。